# Saskia Klug
Saskia Klug (* 16. März 1979 in Bochum) ist eine deutsche Juristin. Sie ist Richterin am Bundesarbeitsgericht.

## Leben und Wirken
Klug beendete 2006 ihre juristische Ausbildung mit dem Zweiten Juristischen Staatsexamen in Düsseldorf. Nach einer Tätigkeit als wissenschaftliche Mitarbeiterin an der Universität Hannover trat sie im Oktober 2008 in den Justizdienst des Landes Nordrhein-Westfalen ein. Dort wurde sie zunächst am Arbeitsgericht Bochum eingesetzt. Von Oktober 2010 bis Oktober 2011 war sie an das Nordrhein-Westfälische Justizministerium abgeordnet, wo sie am Landesjustizprüfungsamt tätig war. Von Oktober 2014 bis November 2016 war sie an das Bundesarbeitsgericht abgeordnet. Ab Mitte August 2017 war sie an das Landesarbeitsgericht Hamm abgeordnet, wo sie den Vorsitz der 6. Kammer übernahm.
Im Juli 2018 wurde Klug zur Richterin am Bundesarbeitsgericht gewählt. Sie trat diese Stelle zum 1. November 2018 an und wurde dem für Tarifvertragsrecht und für Streitigkeiten über Eingruppierungen zuständigen Vierten Senat zugewiesen. Seit Februar 2023 ist sie am Bundesarbeitsgericht als Nachfolgerin von Oliver Klose, der Hauptpressesprecher wurde, stellvertretende Pressesprecherin.